# آرت پارکینسون
آرت پارکینسون (به انگلیسی: Art Parkinson) (زاده ۱۹ اکتبر ۲۰۰۱) بازیگر ایرلندی است.

## فیلم شناسی
- ناگفته‌های دراکولا
- با عشق رزی
- ناهنجاری
- سن آندریاس
- کوبو و دو تار
- بازی تاج و تخت